# 文京台東町
文京台東町（ぶんきょうだいひがしまち）とは、北海道江別市の町丁。郵便番号は069-0834。人口は2,327人、世帯数は1,644世帯（2023年12月1日現在）。丁目の設定のない単独町名である。住居表示は全域で未実施。

## 地理
文京台東町は函館本線大麻駅を挟んで南側の地域である。さらに、国道12号と道立野幌森林公園に挟まれた地域である。これらのことから居住希望者が増加したため、1975年に土地区画整理事業で造成されることとなった。

## 歴史
もともとは農地と沢地であったが、1975年（昭和50年）から始まった「新野幌第2土地区画整理事業」により造成が進み、1981年（昭和56年）に造成が完了した。。

### 年表
- 1975年（昭和50年）
  - 5月28日 - 道知事により新野幌第2土地区画整理事業の組合設立許可申請が下りる[7]。
  - 6月3日 - 組合設立許可が公告される[7]。
- 1981年（昭和56年）
  - 1月20日 - 換地処分の公告が行われる[7]。
  - 1月21日 - 換地処分の効力が生じ、同日に土地区画整理事業外の隣接地も町名を変更され、「西野幌」と「文京台」から「文京台東町」に変更された[8][9]。

### 町名の変遷
町名の変遷は以下の通りとなる。
| 実施後     | 実施年月日    | 実施前（各町名ともその一部） |
| ---------- | ------------- | ---------------------------- |
| 文京台東町 | 1981年1月21日 | 西野幌                       |
| 文京台東町 | 1981年1月21日 | 文京台                       |

## 世帯数と人口
2023年（令和5年）12月1日現在の世帯数と人口は以下の通りとなる。
| 町丁       | 世帯数    | 人口    |
| ---------- | --------- | ------- |
| 文京台東町 | 1,644世帯 | 2,327人 |
| 計         | 1,644世帯 | 2,327人 |

### 人口の変遷
国勢調査による人口の推移。
| 1995年（平成7年）  | 3,342人 | [ 10 ] |  |
| 2000年（平成12年） | 3,484人 | [ 11 ] |  |
| 2005年（平成17年） | 3,638人 | [ 12 ] |  |
| 2010年（平成22年） | 3,293人 | [ 13 ] |  |
| 2015年（平成27年） | 3,198人 | [ 14 ] |  |
| 2020年（令和2年）  | 3,348人 | [ 15 ] |  |

### 世帯数の変遷
国勢調査による世帯数の推移。
| 1995年（平成7年）  | 2,028世帯 | [ 10 ] |  |
| 2000年（平成12年） | 2,194世帯 | [ 11 ] |  |
| 2005年（平成17年） | 2,526世帯 | [ 12 ] |  |
| 2010年（平成22年） | 2,374世帯 | [ 13 ] |  |
| 2015年（平成27年） | 2,363世帯 | [ 14 ] |  |
| 2020年（令和2年）  | 2,374世帯 | [ 15 ] |  |

## 小・中学校の通学区
小・中学校の通学区は以下の通り。
| 町丁       | 字・番地 | 小学校       | 中学校     |
| ---------- | -------- | ------------ | ---------- |
| 文京台東町 | 全域     | 文京台小学校 | 大麻中学校 |

## 施設

### 企業・店舗
- セブン-イレブン 江別大麻店（文京台東町28-16）

### 公共
- 北海道立図書館（文京台東町41）
- 北海道立文書館（文京台東町41-1）
- 北海道立教育研究所（文京台東町42）

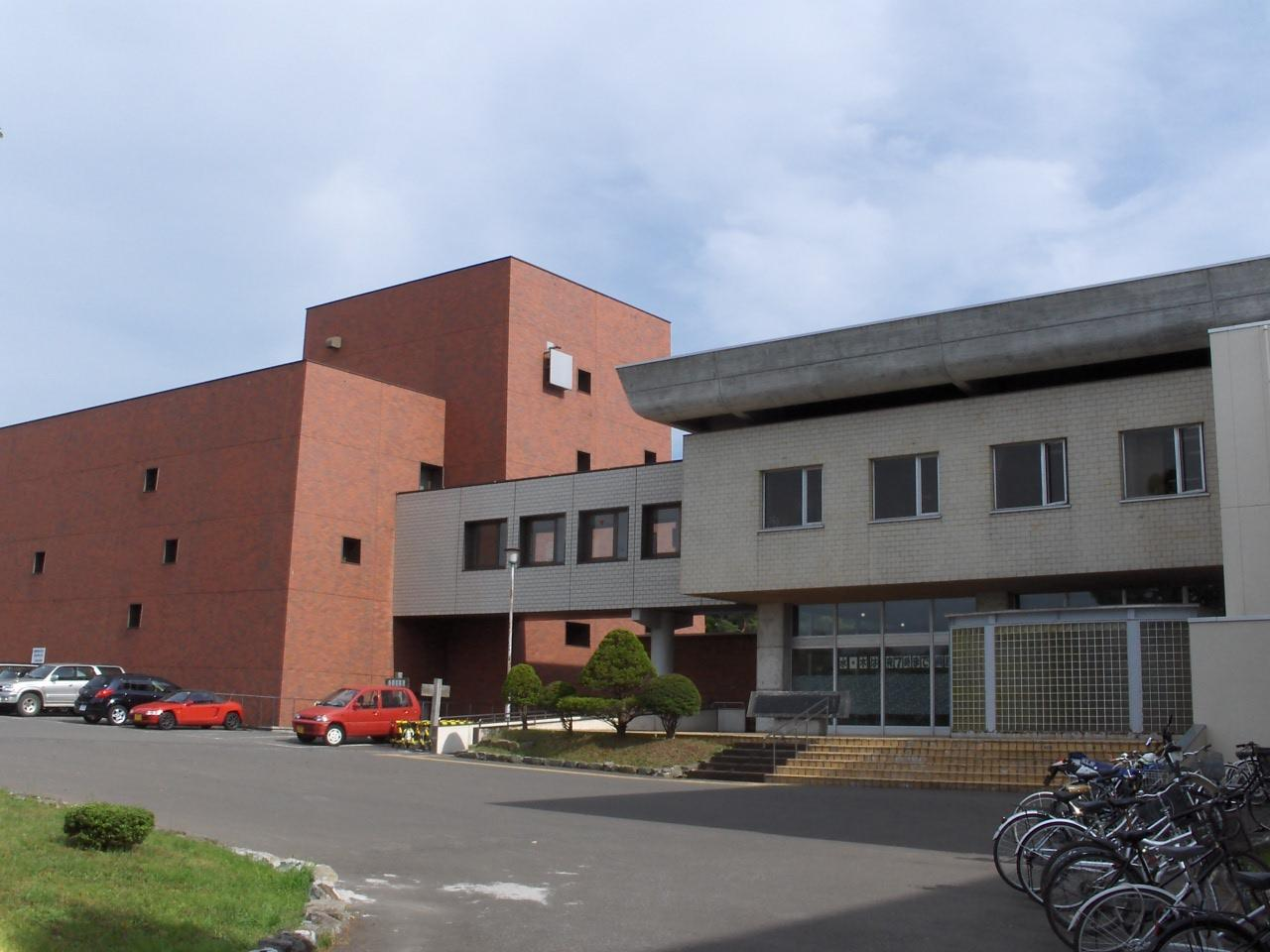
北海道立図書館

- 北海道立教育研究所附属理科教育センター（文京台東町42）
- 北海道農業協同組合学校（文京台東町43-1）

#### 公園
- はんのき公園（文京台東町8-1・8-9）

## 交通

### 鉄道
- 鉄道駅は町内には存在しない。最寄り駅は■函館本線の大麻駅。
  -  北海道旅客鉄道
    - ■函館本線

### バス
- ジェイ・アール北海道バス
  - 文京台線（循環新82・循環新83）
    - 大麻駅南口 - 道立図書館前 - 教育研究所前

  - 大麻団地線（新24）
    - 大麻駅南口 - 道立図書館前

  - 野幌運動公園線（新29）
  - ゆめみ野線（新25）
  - 江別線（新26・新27）
    - 大麻駅南口
- 夕張鉄道（夕鉄バス）
  - 札幌線
  - 札幌代行線
    - 大麻駅南口

### 道路

#### 一般国道
- 国道12号

#### 一般道道
- 町内に一般道道は通っていない。

#### 都市計画道路
- 3・4・12 札幌・江別通（国道12号）[17]
- 3・4・314 文教通[17]